# Вудбери, Леви
Ле́ви Ву́дбери (англ. Levi Woodbury; 22 декабря 1789, Франсистаун, Нью-Гэмпшир — 4 сентября 1851, Портсмут, Нью-Гэмпшир) — американский юрист и государственный деятель.

## Биография
Вудбери окончил юридический факультет Дартмутского колледжа в 1809 году, в 1812 году занялся юридической практикой. С 1816 по 1823 годы он был судьёй верховного суда Нью-Гэмпшира, а с 1823 по 1824 годы занимал пост губернатора штата. В 1825 году Вудбери был избран в законодательное собрание штата, получил пост спикера. С 1825 по 1831 годы он был членом Сената США, в 1831 году занял пост министра военно-морских сил в кабинете президента Эндрю Джексона, в 1834 году был назначен министром финансов и проработал в этой должности до 1841 года. С 1841 по 1845 годы Вудбери вновь был членом Сената, в 1846 году был избран судьёй Верховного суда США.